# Xã Albany, Quận Berks, Pennsylvania
Xã Albany (tiếng Anh: Albany Township) là một xã thuộc quận Berks, tiểu bang Pennsylvania, Hoa Kỳ. Năm 2010, dân số của xã này là 1.724 người.